# Noord-Duits voetbalkampioenschap 1905/06
In 1905/06 werd het eerste voetbalkampioenschap gespeeld dat georganiseerd werd door de Noord-Duitse voetbalbond. Victoria Hamburg werd kampioen en plaatste zich voor de eindronde om de Duitse landstitel. De club verloor in de eerste ronde van Berliner TuFC Union 1892.

## Deelnemers aan de eindronde
| Club                        | Gekwalificeerd als          |
| --------------------------- | --------------------------- |
| FuCC Eintracht Braunschweig | Kampioen van Braunschweig   |
| FV Werder Bremen            | Kampioen van Bremen         |
| FC Victoria Hamburg         | Kampioen van Hamburg-Altona |
| Hannoverscher FC 96         | Kampioen van Hannover       |
| FC Holstein Kiel            | Kampioen van Kiel           |
| Rostocker FC 1895           | Kampioen van Mecklenburg    |

## Eindronde

### Kwartfinale
|              |                             |       |                     |              |
| 4 maart 1906 | FuCC Eintracht Braunschweig | 6 – 3 | Hannoverscher FC 96 | Braunschweig |
| 4 maart 1906 |                             |       |                     | Braunschweig |

|              |                  |        |                   |        |
| 4 maart 1906 | FC Holstein Kiel | 10 – 1 | Rostocker FC 1895 | Lübeck |
| 4 maart 1906 |                  |        |                   | Lübeck |

Werder Bremen en Victoria Hamburg hadden een bye.

### Halve Finale
|               |                             |       |                  |          |
| 11 maart 1906 | FuCC Eintracht Braunschweig | 5 – 2 | FV Werder Bremen | Hannover |
| 11 maart 1906 |                             |       |                  | Hannover |

|               |                     |       |                  |        |
| 18 maart 1906 | FC Victoria Hamburg | 5 – 2 | FV Holstein Kiel | Altona |
| 18 maart 1906 |                     |       |                  | Altona |

### Finale
|              |                             |       |                     |              |
| 8 april 1906 | FuCC Eintracht Braunschweig | 2 – 5 | FC Victoria Hamburg | Braunschweig |
| 8 april 1906 |                             |       |                     | Braunschweig |